# Zagóra (rejon złoczowski)
Zagóra (ukr. Загора) – wieś na Ukrainie w rejonie złoczowskim obwodu lwowskiego.

## Historia
Pod koniec XIX w. grupa domów w Pomorzanach w powiecie złoczowskim.